# 贝多洛
贝多洛（義大利語：Bedollo），是意大利特伦托自治省的一个市镇。总面积27平方公里，人口1458人，人口密度54.0人/平方公里（2009年）。ISTAT代码为022011。